# Infection à Streptococcus suis (maladie professionnelle)
Une infection à Streptococcus suis peut être reconnue comme maladie professionnelle en France.
Ce sujet relève du domaine de la législation sur la protection sociale et a un caractère plus juridique que médical. 

## Législation enFrance

### Régime général
| Fiche Maladie professionnelle | Fiche Maladie professionnelle | Fiche Maladie professionnelle |
| Ce tableau définit les critères à prendre en compte pour qu'une infection à Streptococcus suis soit prise en charge au titre de la maladie professionnelle                                                        | Ce tableau définit les critères à prendre en compte pour qu'une infection à Streptococcus suis soit prise en charge au titre de la maladie professionnelle | Ce tableau définit les critères à prendre en compte pour qu'une infection à Streptococcus suis soit prise en charge au titre de la maladie professionnelle |
| Régime Général. Date de création : 23 décembre 1992 | Régime Général. Date de création : 23 décembre 1992 | Régime Général. Date de création : 23 décembre 1992 |
| Tableau N° 92 RG | Tableau N° 92 RG | Tableau N° 92 RG |
| Infections professionnelles à Streptococcus suis | Infections professionnelles à Streptococcus suis | Infections professionnelles à Streptococcus suis |
| --- | --- | --- |
| Désignation des Maladies | Délai de prise en charge | Liste limitative des principaux travaux susceptibles de provoquer ces maladies |
| Méningite purulente avec bactériémie, accompagnée le plus souvent d'une atteinte cochléovestibulaire : surdité de perception unie ou bilatérale, avec acouphènes et troubles de l'équilibre (vertiges et ataxie). | 25 jours | Travaux exposant au contact de porcs, de leur viande, carcasses, os, abats ou sang, dans les élevages de porcs, les abattoirs, les entreprises d'équarrissage, les boucheries, charcuteries, triperies, boyauderies, cuisines, entreprises de transport de porcs ou viande de porc. |
| Atteinte cochléo-vestibulaire aiguë et ses complications cochléaires(troubles de l'audition irréversibles). | 25 jours | Travaux d'inspection de viande de porc, travaux vétérinaires, travaux de laboratoire au contact de porc. |
| Septicémie isolée, tableau de coagulopathie intravasculaire disséminée. | 25 jours | Travaux de l'industrie alimentaire avec fabrication d'aliments à base de viande de porc. |
| Arthrites inflammatoires ou septiques. | 25 jours | |
| Endophtalmie, uvéite. | 25 jours | |
| Myocardite. | 25 jours | |
| Pneumonie, paralysie faciale. | 25 jours | |
| Endocardite. | 60 jours | |
| Dans tous les cas, il est nécessaire de mettre en évidence Streptococcus suis et de procéder à son typage. | | |
| Date de mise à jour : | | |

### Régime agricole
| Fiche Maladie Professionnelle | Fiche Maladie Professionnelle | Fiche Maladie Professionnelle |
| Ce tableau définit les critères à prendre en compte pour qu'une infection à Streptococcus suis soit prise en charge au titre de la maladie professionnelle                                                        | Ce tableau définit les critères à prendre en compte pour qu'une infection à Streptococcus suis soit prise en charge au titre de la maladie professionnelle | Ce tableau définit les critères à prendre en compte pour qu'une infection à Streptococcus suis soit prise en charge au titre de la maladie professionnelle |
| Régime Agricole. Date de création : 30 janvier 1996 | Régime Agricole. Date de création : 30 janvier 1996 | Régime Agricole. Date de création : 30 janvier 1996 |
| Tableau N° 55 RA | Tableau N° 55 RA | Tableau N° 55 RA |
| Infections professionnelles à Streptococcus suis | Infections professionnelles à Streptococcus suis | Infections professionnelles à Streptococcus suis |
| --- | --- | --- |
| Désignation des Maladies | Délai de prise en charge | Liste limitative des principaux travaux susceptibles de provoquer ces maladies |
| Méningite purulente avec bactériémie, accompagnée le plus souvent d'une atteinte cochléovestibulaire : surdité de perception unie ou bilatérale, avec acouphènes et troubles de l'équilibre (vertiges et ataxie). | 25 jours | Travaux exposant au contact de porcs, de leur viande, carcasses, os, abats ou sang, dans les élevages de porcs, les abattoirs, les entreprises d'équarrissage, les boucheries, charcuteries, triperies, boyauderies, cuisines, entreprises de transport de porcs ou viande de porc. |
| Atteinte cochléo-vestibulaire aiguë et ses complications cochléaires(troubles de l'audition irréversibles). | 25 jours | Travaux d'inspection de viande de porc, travaux vétérinaires, travaux de laboratoire au contact de porc. |
| Septicémie isolée, tableau de coagulopathie intravasculaire disséminée. | 25 jours | Travaux de l'industrie alimentaire avec fabrication d'aliments à base de viande de porc. |
| Arthrites inflammatoires ou septiques. | 25 jours | |
| Endophtalmie, uvéite. | 25 jours | |
| Myocardite. | 25 jours | |
| Pneumonie, paralysie faciale. | 25 jours | |
| Endocardite. | 60 jours | |
| Dans tous les cas, il est nécessaire de mettre en évidence Streptococcus suis et de procéder à son typage. | | |
| Date de mise à jour : | | |

Streptococcus suis est une bactérie qui induit chez le porc, son principal vecteur, des lésions graves pouvant entraîner la mort de l’animal. Chez l’Homme, elle est susceptible d’engendrer une méningite, parfois accompagnée d’un choc septique. 

### Données épidémiologiques et professionnelles

#### Chez l'animal
Les infections animales concernent surtout le jeune porcelet de 6 à 10 semaines et dans une moindre mesure, les porcs en engraissement. Les signes cliniques de l’infection peuvent varier en fonction de la souche bactérienne et de l’élevage. La forme la plus courante est la forme aiguë, avec des signes de méningite. La contamination entre animaux se produit souvent par effraction cutanée, lors des blessures (castration, morsures, etc). Les mauvaises conditions d’élevage, le stress et la présence d’autres infections peuvent augmenter le taux de morbidité et de mortalité des animaux. Il existe des porteurs asymptomatiques qui transmettent la bactérie à leurs congénères. Le contrôle et la prévention de l’infection sont généralement difficiles. La prise en compte des différents facteurs de risque liés aux conditions d’élevage et au niveau sanitaire des animaux (en particulier ceux qui sont destinés à entrer dans l’élevage) est essentielle. Le diagnostic bactériologique de l’infection doit être effectué dans les plus brefs délais. 
Streptococcus suis étant très répandue dans la population porcine, il est difficile d’envisager son éradication. Il semble plus judicieux de cibler les sérotypes majeurs, responsables de pathologies graves. Les connaissances liées à la pathogénèse de l’infection à S. suis chez le porc sont encore incomplètes et ne permettent pas de distinguer les souches virulentes des autres, y compris pour le sérotype 2, le plus étudié à travers le monde. Cependant différents facteurs de virulence ont été mis en évidence. Le caractère zoonotique de S. suis et son rôle dans des pathologies graves du porc ont conduit différentes équipes à étudier la sensibilité de cette bactérie aux antibiotiques. Une étude, réalisée dans le cadre du réseau de surveillance de l’antibiorésistance chez les bactéries pathogènes d’origine ani¬male mis en place par l’Afssa et la Direction générale de l'alimentation (DGAl), a montré que la majorité des souches était sensible aux bêta-lactamines, notamment à la pénicilline. 

#### Chez l'Homme
L'infection à S. suis a été décrite dans toutes les zones de production porcine dans le monde. L’homme se contamine en manipulant la viande crue. La bactérie pénètre dans l’organisme par une plaie, cause septicémie et choc septique. Elle passe facilement la barrière hémato-méningée. Les méningites sont particulières par la forte proportion d’atteintes cochléo-vestibulaires associées. Depuis 1968 des cas sporadiques ont été décrits dans le monde entier surtout en Europe du Nord, et en Asie et plus récemment des épidémies en Chine. La dernière en 2005 a été marquée par la survenue de syndromes de chocs toxiques streptococciques.
Le sanglier est aussi un réservoir de S. suis. Plus que la chasse c’est la préparation du sanglier qui est à risque.
En France, aucune étude de prévalence n’a été effectuée, seuls quelques articles signalent l’isolement de S. suis dans des cas de méningite (François et al,1998; Durand et al, 2001 ;). Les risques majeurs concernent les personnes liées à la filière porcine (vétérinaires, éleveurs, bouchers, personnels d’abattoirs, etc.) mais certains cas sont décrits sans qu’un contact avec le porc puisse être prouvé. D’autres exemples de la transmission de la bactérie, sont associés à la présence de lésions cutanées chez l’Homme en contact avec un animal ou de la viande contaminée. Cependant, certaines publications mentionnent l’absence de lésions cutanées chez le patient. Les voies de transmission de la bactérie à l’Homme ne sont donc pas toutes connues. La contamination orale serait possible.

### Données médicales
Chez l’Homme en dehors de la méningite, d’autres pathologies comme une pneumonie, une endocardite, des arthrites ont également été observées. Le patient peut ne pas survivre à l’infection. L’utilisation d’un antibiotique adapté, à forte dose pendant plusieurs semaines, empêche le décès, mais les séquelles ne sont pas rares (surdité, cécité, défaut de l’équilibre). 